# 圣乔治 (塔恩-加龙省)
圣乔治（法語：Saint-Georges，法語發音：[sɛ̃ ʒɔʁʒ] ⓘ）是法国奥克西塔尼大区塔恩-加龙省的一个市镇，属于蒙托邦区。

## 地理
圣乔治（44°13'6"N, 1°38'38"E）面积9.09 平方千米，位于法国奧克西塔尼大區塔恩-加龙省，该省份为法国西南部内陆省份，北起顺时针与洛特省、阿韦龙省、塔恩省、上加龙省、热尔省和洛特-加龙省接壤。
与圣乔治接壤的市镇（或旧市镇、城区）包括：凯里耶克、拉沃雷特、皮拉罗克、塞特丰。

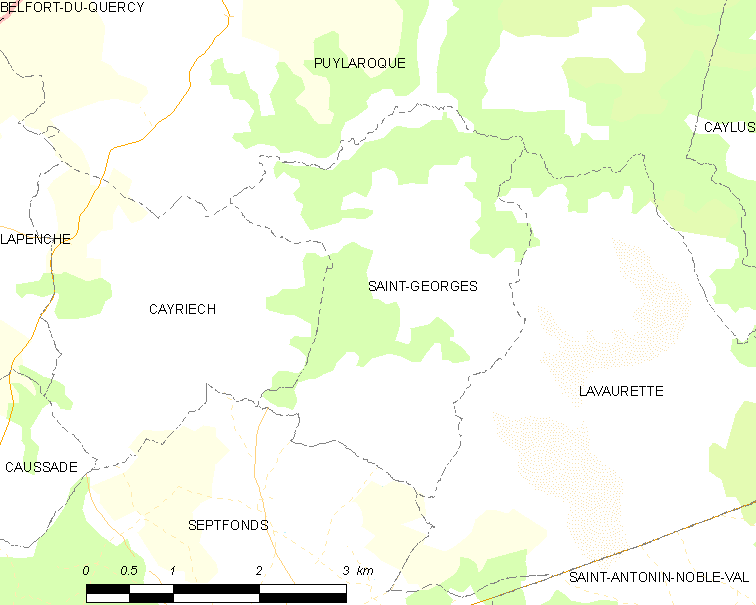
的OSM定位图

圣乔治的时区为UTC+01:00、UTC+02:00（夏令时）。

## 行政
圣乔治的邮政编码为82240，INSEE市镇编码为82162。

## 政治
圣乔治所属的省级选区为凯尔西-鲁埃格县。

## 人口

1962-2008年间人口变化图示

圣乔治于2022年1月1日时的人口数量为271人。